# Auca
Auca (łac. Aucensis) – stolica historycznej diecezji w Hiszpanii, sufragania metropolii Tarragona. Współcześnie utożsamiana z gminą Villafranca Montes de Oca w prowincji Burgos w Hiszpanii. Obecnie katolickie biskupstwo tytularne. Pierwszym biskupem był Daniel Llorente y Federico, biskup senior Segowii w Hiszpanii. W latach 1992–1997 biskupstwo to obejmował jako biskup pomocniczy Buenos Aires późniejszy papież Franciszek, a od 1997 biskupem Auca jest biskup pomocniczy lubelski Mieczysław Cisło.

## Biskupi tytularni
| Lp. | Biskup                     | Funkcja                                                                                    | Od               | Do              |
| --- | -------------------------- | ------------------------------------------------------------------------------------------ | ---------------- | --------------- |
| 1   | Daniel Llorente y Federico | biskup senior Segowii (Hiszpania)                                                          | 11 grudnia 1969  | 27 lutego 1971  |
| 2   | Hernando Rojas Ramirez     | biskup koadiutor Espinalu (Kolumbia)                                                       | 26 kwietnia 1972 | 12 grudnia 1974 |
| 3   | Theodor Hubrich            | biskup pomocniczy Magdeburga (NRD) administrator apostolski Schwerin (NRD, później Niemcy) | 5 grudnia 1975   | 26 marca 1992   |
| 4   | Jorge Bergoglio            | biskup pomocniczy Buenos Aires (Argentyna)                                                 | 20 maja 1992     | 3 czerwca 1997  |
| 5   | Mieczysław Cisło           | biskup pomocniczy lubelski                                                                 | 13 grudnia 1997  |                 |